# Castelnuovo della Daunia
Pour les articles homonymes, voir Castelnuovo.
Castelnuovo della Daunia est une commune italienne de la province de Foggia dans la région des Pouilles.

## Administration
| Période                                  | Période | Identité | Étiquette | Qualité |
| ---------------------------------------- | ------- | -------- | --------- | ------- |
|                                          |         |          |           |         |
| Les données manquantes sont à compléter. |         |          |           |         |

### Communes limitrophes
Casalnuovo Monterotaro, Casalvecchio di Puglia, Lucera, Pietramontecorvino, San Giuliano di Puglia, Santa Croce di Magliano, Torremaggiore